# ويليام بوشان (طبيب)
ويليام بوشان (1729 - 25 فبراير 1805) هو طبيب ومؤلف أسكتلندي. اشتُهر بوشان بعمله الطب المنزلي: أو، أطروحة حول الوقاية من الأمراض وعلاجها باستخدام أنظمة الحمية والأدوية البسيطة، الذي استطاع تزويد طبقة العامة والأفراد العاديين بأوصاف تفصيلية لأسباب الأمراض وطرق الوقاية منها. كان هدف بوشان متمثل في «جعل الطب أكثر انفتاحًا أمام جميع البشر». مع بيع ما يفوق 80,000 نسخة و19 إصدار مختلف من هذا الكتاب على مر حياته، أصبح كتاب بوشان أحد أكثر النصوص الطبية شهرة في أوروبا وحتى في المستعمرات الأوروبية في الأمريكيتين، إذ تُرجم إلى جميع اللغات الأوروبية الكبرى تقريبًا.

## أعماله

### الطب المنزلي
بعد نشره لأول مرة في عام 1769، استمرت طباعة كتاب الطب المنزلي في بريطانيا حتى عام 1913. أعجبت كاثرين العظيمة، قيصر روسيا، كثيرًا بهذا العمل لدرجة إرسالها ميدالية ذهبية ورسالة شخصية إلى بوشان.
كان هذا النص الأول من نوعه. قبل عمل بوشان، كانت غالبية النصوص الطبية إما نظرية أو مكتوبة بأسلوب موجه إلى أفراد على مستوى عال من التعليم، أو كانت عبارة عن كتيبات قصيرة غير وصفية بما يكفي للمساعدة في تشخيص الأمراض. قدّم الطب المنزلي مزيجًا من هذين الأسلوبين، إذ استخدم مصطلحات عادية وبسيطة من أجل النجاح في الوصول إلى أكبر شريحة ممكنة من الأفراد. وصف الكتاب الأمراض والعلاجات بشكل واف من أجل تمكين عامة الناس من ابتكار علاجاتهم بأنفسهم. لم يكن هناك أي كتاب مضاه لأسلوب هذا العمل سوى كتاب بلاغ إلى الناس «Avis au people» للطبيب السويسري صموئيل أوغست تيسو، الذي اعترف بوشان بتأثيره المعتبر على كتاباته.
لاقى عمل بوشان انتشارًا أوسع من تيسو نظرًا إلى تناوله مجالات صحية جديدة من الأمراض الصناعية. كتب بوشان الطب المنزلي في مطلع الثورة الصناعية وشهد ترحيبًا من قبل العاملين الصناعيين. بشكل عام، استندت هذه الأمراض والعلاجات الصناعية إلى الملاحظة الثانوية غير المباشرة عوضًا عن الملاحظة السريرية الأكثر صرامة؛ مع ذلك، لاقى الوعد بصحة أفضل دعمًا عامًا.
كان الطب المنزلي أيضًا من أوائل النصوص التي لم تقتصر على مناقشة العلاجات المحتملة للأمراض، بل ركزت أيضًا على الوقاية منها. خصص بوشان الثلث الأول من النص لشرح كيفية الوقاية من مجموعة من الأمراض، بما في ذلك التلقيح ضد الجدري. امتد تأكيد بوشان لضرورة أنظمة النظافة الصارمة إلى الحكم الأخلاقي، إذ قال إن الأشخاص غير الأخلاقيين أكثر عرضة للإصابة بالأمراض.
على الرغم من إمكانية اعتبار عمله رائدًا في العديد من المجالات، قدّم بوشان استنتاجاته المتعلقة بالصحة في إطار النظريات الأكاديمية للفيزياء العلاجية التي هيمنت على العالم الطبي الأوروبي حتى ظهور نظرية الخلية في القرن التاسع عشر. استندت التوصيات الطبية التي قدّمها الطب المنزلي إلى المنطق القائل إن جسم الإنسان مشابه في عمله للآلة الهيدروليكية، مع اعتماد صحة الفرد على استعادة الحركة الصحيحة لسوائل الجسم بالإضافة إلى التوتر الصحيح لكل من الأعضاء، والأوعية وغيرها من الأجزاء الصلبة. مثل العديد من أطباء عصره، كان بوشان من مؤيدي الفصد والإفراغ كعلاج للحالات الالتهابية: سادت وجهة النظر المتمثلة في اعتبار هذه العلاجات وغيرها من العلاجات القائمة على التفريغ بمثابة وسائل فيزيائية لتصحيح توتر صلب – سائل غير الصحيح داخل الجسم. دعا بوشان أيضًا إلى التتبع الحذر لغير الطبيعيات (الهواء، واللحم والشراب، والنوم والمشاهدة، والتمرين الرياضي والهدوء، والتفريغ والعوائق بالإضافة إلى العواطف).